# Taiga Ishikawa
Taiga Ishigawa (石川大我, Ishigawa Taiga, né en 1974) est un homme politique japonais et militant pour les droits LGBT. Il est devenu en avril 2011 le premier homme ouvertement homosexuel à remporter une élection au Japon.

## Parcours
Taiga Ishigawa fait son coming-out en publiant un essai intitulé Boku no Kareshi wa Doko ni Iru (Où est mon petit-ami ?), en 2002. Diplômé à l'école de droit de l'université Meiji Gakuin, il fonde en 2004 une organisation d'aide aux personnes LGBT et milite durant les années 2000 en participant notamment à la Tokyo Pride Parade. Depuis 2010 il travaille aux côtés de Mizuho Fukushima, présidente du parti social-démocrate (gauche). C'est sous l'étiquette de ce parti qu'il remporte en avril 2011 un siège à l'Assemblée métropolitaine de Tokyo, représentant le quartier de Toshima et faisant de lui le premier élu ouvertement homosexuel du Japon.